# Серей, Жак
Жак Серей (фр. Jacques Sereys; 2 июня 1928, Сен-Морис (Сена), Франция — 31 декабря 2022, 7 округ Парижа, Франция) — французский актёр театра и кино, режиссёр, почётный член Комеди Франсез.
Известен и получил признание своими выдающимися воплощениями ролей классического репертуара на театральной сцене. Был уважаемой фигурой во французском театре и узнаваемым актёром французского кинематографа.
Отличительной чертой Серея была виртуозная техника и умение использовать свою комическую внешность в классических ролях.

## Биография
Родился 2 июня 1928 года в Сен-Морисе, в то время в департаменте Сена, во Франции.
Воспитывался матерью-одиночкой, вышивальщицей по профессии, выучившейся ей у монахинь. Бабушка была поваром. Отца он не знал. Детство провёл в Марселе. Начал зарабатывать себе на жизнь в возрасте 14 лет, поступив в банк Crédit Lyonnais на улице Сен-Ферреоль. Отвечая за приём клиентов на уровне руководства, общался со многими знаменитостями Марселя, которые посещали его директора Луи-Бернара Данкоссе, в то время — главу футбольного клуба «Олимпик Марсель» и Французской профессиональной футбольной лиги. Театрализованный приём, который Жак оказывал посетителям, а также тирады, которые он произносил при входе во многие отделения банка, вызвали симпатию у руководства в деловых и общественных сферах. Решив сделать актёрство своей профессией, в 1947 году Жак переехал в Париж.
В 1951 году Серей был принят в Высшую консерваторию драматического искусства в Париже, учился у Анри Роллана. В 1955 году поступил в Комеди Франсез, сначала в качестве партнёра, с 1959 года — сосьетера (члена самоуправляемого театрального общества).
В 1964 году Сери покинул Комеди Франсез, чтобы посвятить себя выступлениям в бульварном театре; в этот период он работал с такими актёрами, как Жак Шарон и Робер Ирш. Вернулся в Комеди Франсез в 1977 году и восстановил своё членство в 1979 году. В 1997 году вышел в отставку и стал почётным сосьетером (то есть продолжил участвовать в театральной жизни Комеди Франсез). Регулярно продолжал выступать в Комеди до 2014 года. Сотрудничал также с Жеромом Савари, в постановке которого в Опере-Комик исполнил партию Менласа в опере-буфф «La belle Hélène» Жака Оффенбаха в 1983 году. Он сыграл пьесе «Скупой» в 1999 году в Национальном театре Чайлот, а также в Театре Селестин в «Маскотте», опере-комик Эдмона Одрана, в Тулузской ратуши и Опере-Комик в 1999 и 2001 годах.
Жак Серей много снимался в кино и был популярен. Он дебютировал вместе с Бельмондо (1956), любил играть роли парижских деятелей: министра обороны у Жане-Мари Пуаре («Операция „Тушёнка“», 1990) или премьер-министра у Франсиса Жиро («Исступление», 1977). Он также был макиавеллианским противником Ива Монтана в фильме «И… как Икар» Анри Вернея в 1979 году. В общей сложности, от ролей с Луи Малем или Клодом Соте до выступлений с Раппно или Паскалем Томасом сорок лет спустя, Жак Серей снялся более чем в двадцати пяти фильмах. Много снимался на телевидении, дебютировав в 1966 году в фильме «Как не выйти замуж за миллиардера» Лазара Иглесиса, исполнив роль Арчибальда Кэнфилда. Участвовал в ряде телевизионных программ («Сегодня вечером в театре») и телешоу (Тайны истории, серия «Людовик XIV, мужчина и король»).
Театр был всё же главным увлечением Серея, и он снискал себе уважение в мире французского театра. Для моноспектаклей он адаптировал тексты своих любимых авторов: «Кот де Шез Пруст», за который получил премию Мольера за лучшую мужскую роль в 2006 году, «Кокто-Марэ» с Жаном Кокто в 2009 году или «Если мне рассказали Гитри», поставленный в 2014 году. Из ясности первого, счастливой фантазии второго и радостной иронии третьего Серей составил сценический автопортрет.
Был известен как артист оперетты, исполнял теноровые партии.
С 1979 по 1988 год преподавал в Высшей консерватории драматического искусства, профессор. Увлекался коллекционированием, часть своих коллекций передал в библиотеку Комеди Франсез.
В 2006 году Жак Серей получил премию Мольера за лучшую мужскую роль в постановке «Дю Коте де Шез Пруст», а в 2015 году — Премии бригадира за свой вклад в театральное искусство.
Был также кавалером орденов Искусств и литературы и За заслуги.
Жак Серей скончался 31 декабря 2022 года в 7-м округе Парижа в возрасте 94 лет.
Елисейский дворец в своём пресс-релизе от 2 января 2023 года указал, что «Жак Серей служил текстам, которые, по их меланхолии или их щегольству, их воодушевлению или их тонкости, говорили всё об определённом французском духе».
В некрологе, опубликованном на сайте «Rue du Conservatoire», Жак Серей назван выдающимся, необыкновенным артистом и человека, одаренным огромной добротой.

Элегантность — черта характера, которая всегда всплывает, когда мы говорим о фигуре Жака.
Оригинальный текст (фр.)L’élégance est un trait de caractère qui revient toujours lorsqu’on évoque la figure de Jacques.

## Личная жизнь
Был женат на Филиппин де Ротшильд (1933—2014), известной также под своим сценическим именем Филиппин Паскаль. Она была дочерью Филиппа де Ротшильда, члена банковской династии Ротшильдов), у Серея с ней было двое детей: Камилла (род. 1961) и Филипп (род. 1963). Пара развелась 25 октября 1999 года. Их дети стали владельцами винодельческих хозяйств Шато Мутон-Ротшильд, Château D’Armailhac и Château Clerc Milon.

## Избранная фильмография
- 2012 «Брат и сестра» — Феликс Челлини
- 2008 «Диско» — отец Франс
- 2007 «По направлению к нулю» — Чарльз Тревож
- 2004 «Монтана» (сериал) — «отец Дутревиль»
- 2003 «Шу-шу» — «отец Станислава»
- 2002 «Рюи Блаз» — Дон Гуритан
- 2002 «Песенка каменщика» — Руди
- 1997 «Жить как короли» — Измученный
- 1997 «Горбун» — Кайлюс (в титрах Jacques Sereys de la Comédie Française)
- 1997 «Notre homme» — Карау
- 1997 «La Comédie-Française ou L’amour joué» — Дон Луи из «Дом Жуана»
- 1997 «La serva amorosa» — Оттавио
- 1995 «Гусар на крыше» — пожилой мужчина
- 1993 «Le boeuf clandestin» — Барон
- 1992 «Жизнь Галилея» — Кардинал-инквизитор
- 1992 «Любовный напиток» — г-н Ламуретт
- 1992 «Приключения молодого Индианы Джонса» — Полковник Матье
- 1991 «Мегрэ» — Доктор Бушардон
- 1991 «The Gravy Train Goes East» (мини-сериал) — Жан-Люк Вильнев
- 1991 «Нестор Бурма» — Пьер
- 1991 «Муж посла» (сериал) — Танкред из Фуа
- 1991 «Операция «Тушёнка»» — министр обороны
- 1990 «Ласнер» — Пертюизе
- 1990 «Бал губернатора» — Губернатор
- 1988 «Гостиница» — Мужчина из «Разговоров на террасе».
- 1988 «Маленькая подружка» — Беноит
- 1986 «Рождественский пирог» — Чтец, озвучивание
- 1985 «La dérapade»
- 1985 «Современный граф Монте-Кристо» — Жак Морье
- 1984 «Сведение счетов» — Директор тюрьмы
- 1983 «Такова моя воля» — Министр иностранных дел
- 1982 «Emmenez-moi au théâtre: Le fleuve étincellant» — Лорд Джордж Хестон
- 1981 «Удовольствия чарующего островка» — Панкратион / Марфурий
- 1981 «Мещанин во дворянстве» — Магистр философии
- 1980 «La folle de Chaillot» — Сборщик тряпок
- 1980 «Ошибка» — Винчи
- 1980 «T’inquiète pas, ça se soigne» — Жак Дюваль
- 1979 «Закусить удила» — Пуансо-Дюбрей
- 1979 «И… как Икар» — Ришар Маллори
- 1978 «Простая история» — Чарльз
- 1978 «Дикое состояние» — премьер-министр
- 1978 «У каждого свой шанс»
- 1977 «Банда» — префект
- 1976 «Désiré» — Адриан Корниш
- 1975 «Сара» — Бомарше
- 1971 «Сезон в аду»
- 1971 «Шум в сердце» — доктор
- 1968 «Капитуляция» — Джонни
- 1966 «Adieux de Tabarin» — Гастон
- 1966 «Сегодня вечером в театре» — Альберт Ландьер
- 1966 «Comment ne pas épouser un milliardaire»
- 1965 «Présence du passé» — Кардинал де Рец
- 1963 «Блуждающий огонёк» — Сирил Лаво, богатый друг Алена
- 1961 «Демоны ночи»
- 1957 «La bonne mère» — г-н Дувал
- 1956 «Мольер» — учитель танцев